# Die Dame
Die Dame est un journal allemand féminin publié de 1911 à 1943.

## Histoire
Le premier journal illustré féminin est Illustrierten Frauenzeitung paru en janvier 1874. Ullstein-Verlag le rachète et crée Die Dame dont le premier numéro sort en décembre 1911. Dans les années 1920, l'hebdomadaire s'impose comme un magazine sophistiqué pour la culture, la mode et la société. Les rédactrices pour la mode comme Elsa Herzog, Johanna Thal, Stephanie Kaul et la Viennoise Lily von Nagy introduisent un style noble qui n'est pas basé sur l'origine ou la richesse, mais sur l'élégance individuelle et le goût exquis et qui représente la Nouvelle Femme de la République de Weimar. Le magazine littéraire Die Losen Blätter lui est joint tous les six mois ou tous les mois. Des artistes et des écrivains tels que George Grosz, Bertolt Brecht, Hannah Höch et Max Pechstein travaillent avec le magazine ; des textes de Kurt Tucholsky, Carl Zuckmayer, Joachim Ringelnatz, Klabund, Colette paraissent dans Die Dame. La Nouvelle rêvée d'Arthur Schnitzler y est publiée pour la première fois et la romancière Vicki Baum fait partie de l'équipe de rédaction jusqu'à son émigration. Die Dame est un magazine sophistiqué, libre d'esprit, presque proto-féministe. Son image de la femme est progressiste, émancipée, élégante et extravagante.
Une particularité de Die Dame est les couvertures conçues par des artistes connus. Comme pour le New Yorker, les couvertures sont dessinées et peintes par les meilleurs illustrateurs de leur temps : Tamara de Lempicka, Hans Ibe, Otto Nebel, Walter Trier…
En raison de l'expropriation et de l 'aryanisation de l'éditeur, le magazine est publié par Deutscher Verlag à partir de 1937. En 1943, la publication est interrompue en raison de la guerre.

## Renaissance
En mars 2017, Die Dame est publiée pour la première fois en tant que nouvelle édition du magazine historique par Axel Springer Mediahouse Berlin à un rythme semestriel. Son éditeur est l'entrepreneur et collectionneur d'art Christian Boros. Dans chaque numéro, il y a des collaborations avec des artistes comme Thomas Ruff, Martin Eder, Elizabeth Peyton, Tracey Emin, Zanele Muholi, Alicja Kwade, Patti Smith, Jenny Holzer, Lilo Rasch-Naegele…